# QoS mòbil
El mecanisme de qualitat de servei (QoS) controla el rendiment, la fiabilitat i la usabilitat d'un servei de telecomunicacions. Els proveïdors de serveis de telefonia mòbil poden oferir QoS mòbil als clients de la mateixa manera que els proveïdors de serveis PSTN de línia fixa i els proveïdors de serveis d'Internet poden oferir QoS. Els mecanismes de QoS sempre es proporcionen per als serveis de commutació de circuits i són essencials per als serveis no elàstics, per exemple, la transmissió multimèdia. També és essencial a les xarxes dominades per aquests serveis, com és el cas de les xarxes de comunicacions mòbils actuals.

La mobilitat afegeix complicacions als mecanismes de QoS, per diverses raons:
- Una trucada telefònica o una altra sessió es pot interrompre després d'un lliurament, si la nova estació base està sobrecarregada. Els traspassos impredictibles fan impossible donar una garantia de QoS absoluta durant una fase d'inici de sessió.
- L'estructura de preus sovint es basa en una tarifa per minut o per megabyte en lloc de tarifa plana, i pot ser diferent per a diferents serveis de contingut.
- Una part crucial de la QoS en les comunicacions mòbils és el grau de servei, que implica la probabilitat d'interrupció (la probabilitat que l'estació mòbil estigui fora de l'àrea de cobertura del servei, o afectada per la interferència del cocanal, és a dir, la diafonia) la probabilitat de bloqueig (la probabilitat que el nivell requerit de QoS no es pot oferir) i la programació de fam. Aquestes mesures de rendiment es veuen afectades per mecanismes com ara la gestió de la mobilitat, la gestió de recursos de ràdio, el control d'admissions, la programació justa, la programació depenent del canal, etc.

## Factors que afecten la QoS
Molts factors afecten la qualitat del servei d'una xarxa mòbil. És correcte mirar la QoS principalment des del punt de vista del client, és a dir, la QoS tal com ho jutja l'usuari. Hi ha mètriques estàndard de QoS per a l'usuari que es poden mesurar per avaluar la QoS. Aquestes mètriques són: la cobertura, l'accessibilitat (inclou GoS) i la qualitat de l'àudio. En cobertura, la força del senyal es mesura amb equips de prova i això es pot utilitzar per estimar la mida de la cèl·lula. L'accessibilitat consisteix a determinar la capacitat de la xarxa per gestionar trucades amb èxit de xarxes mòbils a xarxes fixes i de xarxes mòbils a mòbils. La qualitat de l'àudio considera la supervisió d'una trucada reeixida durant un període per a la claredat del canal de comunicació. Tots aquests indicadors són utilitzats per la indústria de les telecomunicacions per valorar la qualitat del servei d'una xarxa.

## Mesura de la QoS
La QoS a la indústria també es mesura des de la perspectiva d'un expert (per exemple, enginyer de teletrànsit). Això implica avaluar la xarxa per veure si ofereix la qualitat que el planificador de la xarxa s'ha d'apuntar. Per a aquesta mesura de QoS s'utilitzen determinades eines i mètodes (analitzadors de protocols, proves d'accionament i mesures de funcionament i manteniment):
- Els analitzadors de protocols estan connectats a BTS, BSC i MSC durant un període per comprovar si hi ha problemes a la xarxa cel·lular. Quan es descobreix un problema, el personal pot registrar-lo i analitzar-lo.
- Les proves de conducció permeten provar la xarxa mòbil mitjançant l'ús d'un equip de persones que prenen el paper d'usuaris i prenen les mesures de QoS comentades anteriorment per avaluar la QoS de la xarxa. Aquesta prova no s'aplica a tota la xarxa, per la qual cosa sempre és una mostra estadística.
- Als Centres d'Operació i Manteniment (OMC), s'utilitzen comptadors al sistema per a diversos esdeveniments que proporcionen a l'operador de xarxa informació sobre l'estat i la qualitat de la xarxa.
- Finalment, les queixes dels clients són una font vital de comentaris sobre la QoS i no s'han d'ignorar.

## GoS cel·lular
En general, el grau de servei (GoS) es mesura observant el trànsit transportat, el trànsit ofert i calculant el trànsit bloquejat i perdut. La proporció de trucades perdudes és la mesura de GoS. Per als grups de circuits cel·lulars, un GoS acceptable és de 0,02. Això vol dir que dos usuaris del grup de circuits de cada cent es trobaran amb una denegació de trucada durant l'hora ocupada al final del període de planificació. El grau d'estàndard de servei és, per tant, el nivell acceptable de trànsit que pot perdre la xarxa. El GoS es calcula a partir de la fórmula Erlang-B, en funció del nombre de canals necessaris per a la intensitat del trànsit ofert.